# P.T. (videojuego)
P.T. (acrónimo en inglés de "playable teaser") es un videojuego en primera persona de tipo videojuego de terror desarrollado por el estudio nipón Kojima Productions y distribuido por Konami bajo la dirección del creador de videojuegos Hideo Kojima y del cineasta mexicano, ganador del Oscar, Guillermo del Toro. Salió a la venta el 12 de agosto de 2014 para PlayStation 4 en exclusividad.
P.T. sirvió principalmente como un avance interactivo para el juego Silent Hills, una entrega de la franquicia Silent Hill que acabó cancelándose. Después de esto, Konami eliminó P.T. del store de PlayStation y eliminó la reinstalación del juego, decisión que generó críticas de los medios y de los fanes, que buscaban que la plataforma recuperara el videojuego para su descarga.
Recibió elogios de la crítica por su dirección, sus efectos visuales, la complejidad de su historia y su estructura de tensión de terror sobrenatural; fue criticado y aclamado por los rompecabezas y las soluciones a los enigmas que planteaba.

## Jugabilidad
A diferencia de la perspectiva en tercera persona que tenía el resto de los videojuegos de la franquicia Silent Hill, P.T. utiliza una perspectiva en primera persona que se centra en un protagonista desconocido, a quien controla el jugador, que se despierta en una casa suburbana embrujada y experimenta acontecimientos sobrenaturales. Las áreas disponibles para explorar en el hogar consisten en un pasillo en forma de "L" con dos habitaciones adyacentes: un baño y una escalera que conduce a la habitación en la que el jugador inicia un circuito. Las únicas acciones que el jugador puede realizar son caminar y hacer zoom. Para progresar, se ha de investigar eventos aterradores y resolver crípticos acertijos. Cada vez que se completa con éxito un ciclo, aparecen cambios en el pasillo. Además, el jugador se encuentra con un fantasma hostil llamado Lisa, que puede atrapar en ocasiones al protagonista.
Después de que el jugador resuelve el acertijo final, otro rompecabezas que permite al jugador escapar, un avance revela que P.T. es un avance que da pie a un nuevo juego de la saga llamado Silent Hills, que es la continuación de la dupla Kojima-Del Toro, y cuenta con un protagonista interpretado por Norman Reedus. No obstante, estos hechos deben quedar apartados ya que dicho videojuego fue cancelado posteriormente por Konami.

## Sinopsis
P.T. se centra en un protagonista anónimo que se despierta en una habitación desconocida. Después de abrir la puerta, descubre un corredor embrujado, el cual sólo puede caminar en un formato de "L". La primera vez que lo atraviesa, suena una radio en la que dan la noticia sobre un crimen familiar que ocurrió en dicha casa, en el que el asesino era el padre de familia, y luego menciona dos casos exactamente igual.
Más tarde, el protagonista se encuentra con una aparición femenina hostil llamada Lisa. Al entrar al baño y quedarse encerrado, descubre una linterna y se topa con una horrenda criatura semejante a un feto subdesarrollado que llora en el fregadero. Nada más salir del baño, la aparición femenina ronda el lugar, pudiendo atacar al protagonista. En los siguientes viajes que se realizan por el pasillo en forma de "L", que son varios y se incrementa el nivel y el número de apariciones, se van encontrando gotas de sangre y los llantos de un niño que llora histéricamente y cuyo origen está en un refrigerador, que se sacude y se mueve violentamente con cada episodio.
En el siguiente ciclo, las luces de la casa se vuelven completamente rojas, la visión del jugador se vuelve borrosa, el personaje se mueve anormalmente rápido y hay un conjunto de ilusiones perturbadoras. Eventualmente, el protagonista escucha un asesinato que se comete en el baño a través de la mirilla del baño. La puerta del baño se abre por sí sola y el jugador entra en contacto con la criatura parecida a un feto que le dice al protagonista que diez meses antes, perdió su trabajo y recurrió al alcoholismo. Luego, su esposa trabajó como cajera a tiempo parcial para mantener económicamente a la familia, pero el gerente la acosaba sexualmente. Tras volver al pasillo, el protagonista escucha una voz que repite el código "204863". La visión del juego se distorsiona y en la pantalla aparece un mensaje de "ERROR". Cuando la partida se reinicia (no por fallo del videojuego sino por dinámica de la trama), el protagonista se despierta en la habitación donde todo comenzó e inicia un nuevo ciclo por el pasillo con la linterna como única fuente de luz.
Desde ese momento, debe descubrir distintas piezas de una fotografía que está rota y ha de volver a montar en su marco original. Tras completarlo, suena un teléfono y la voz al otro lado le dice "Has sido elegido". El protagonista ve una puerta que se abre y sale del edificio. En el exterior no hay nada salvo soledad. Una ciudad desierta que perdió hace mucho el rastro de cualquier vida. Es entonces cuando se revela que el protagonista está interpretado por Norman Reedus. Los créditos revelan la verdadera naturaleza del videojuego, el de servir como adelanto del fallido Silent Hills.

## Desarrollo
Kojima Productions decidió utilizar para el desarrollo de P.T. su motor de juego Fox Engine. La intención de Hideo Kojima al crear el videojuego era asustar a la gente de una manera única, así como ofrecer una experiencia interactiva en lugar de lanzar tráileres y capturas de pantalla de Silent Hills.
Fue diseñado para llevar a los jugadores a un nuevo nivel de jugabilidad, con Kojima pretendiendo que la clave del sistema estuviera en la resolución de rompecabezas muy enigmáticos y difíciles. Para sorpresa de los programadores, algunos jugadores terminaron el juego pocas horas después del lanzamiento. Kojima llegó a explicar que P.T. y Silent Hills no tenían ninguna relación canónica y directa, y que Silent Hills habría sido mejorado con elementos que nunca fueron incluidos en este. Al crearlo, Kojima se abstuvo de usar la violencia gráfica para acumular suspenso, queriendo provocar un tipo de miedo más "genuino, reflexivo y penetrante".

## Lanzamiento
P.T. se anunció originalmente en la convención de la Gamescom de 2014, en la que los usuarios y la prensa pudieron jugar una demo del mismo. El videojuego fue lanzado el 12 de agosto de 2014 en PlayStation Network. En lugar de anunciar formalmente un nuevo juego de Silent Hill, el director Hideo Kojima decidió lanzar P.T. como demo de un estudio de juegos inexistente llamado "7780s Studio".
Erik Kain de Forbes disfrutó del juego por su horror que induce la ansiedad, y escribió que tuvo éxito como marketing para el próximo Silent Hills. David Houghton de GamesRadar lo elogió por su horror inmersivo y bien ejecutado y por la forma en que la dificultad del juego creaba el discurso en línea: "al extenderse al mundo real, al forzar soluciones, se rumorea la lógica, se ha convertido en su propio mito urbano". Eurogamer dio bastante énfasis a los "efectos de sonido, diseño visual, coreografía, y difíciles de descifrar las colocaciones del enemigo". Pero los acertijos del videojuego recibieron diversas críticas. Sin embargo, los acertijos en PT recibieron críticas, como apareció en Digital Spy, medio que criticó que el rompecabezas final era una "fuente de frustración" que carecía de una solución clara.
GameSpot le otorgó el premio al "Juego del Mes" en agosto de 2014. IGN le dio una mención de honor por lanzar uno de los mejores tráileres de un videojuego para ese año, describiéndole como "uno de los juegos más interesantes, hermosos y terroríficos" de ese año. Otra revisora de IGN, Lucy O'Brien, describió el juego como "la experiencia interactiva más genuinamente aterradora en los últimos años", convirtiéndose en su elección para el juego del año. Giant Bomb entregó el premio al Mejor juego de terror del año a P.T., diciendo que "[P.T.] nos recordó lo que sucede cuando te lanzas con recursos ilimitados a una experiencia de terror". Slant Magazine lo clasificó como el octavo mejor videojuego del año. Patrick Klepek, del blog Kotaku, enumeró a P.T. como el número uno en una lista de los diez mejores juegos de terror, describiéndolo como "el nuevo rey del terror"; con este galardón el juego reemplazó al campeón hasta entonces, Amnesia: The Dark Descent.

## Temas y análisis
Los críticos identificaron varios temas en la trama de P.T.. En Eurogamer, Jeffrey Matulef explicó que el tema principal del juego es la "cíclica angustia mental", apoyado por la naturaleza oscura y confusa de los rompecabezas. Danielle Riendeau de Polygon escribió que usaba dos temas principales antes utilizados por la serie Silent Hill: "un sentido de trauma familiar y violencia doméstica y la dualidad del mundo real y el mundo de la pesadilla". Sugería, además, que P.T. compartía contenido temático con la película Eraserhead, dirigida en 1977 por David Lynch, especialmente porque ambas utilizaban la imagen de un bebé llorando y deformado y que el protagonista de la película viajó de la realidad a un mundo aterrador.
Rob Crossley de GameSpot escribió que indujo una "claustrofobia leve" y "una familiaridad con su entorno". Comentó que si bien la longitud de la primera parte del pasillo funcionaba para crear tensión, el diseño de la segunda parte impedía intencionalmente que el jugador mantuviera todo a la vista, haciendo que el jugador se sintiera vulnerable. David Houghton de GamesRadar describió el corredor en bucle como "el conducto para todo lo que construye", y que era un ciclo ininterrumpido de horror.